# Mezzo (rete televisiva)
Mezzo è un canale televisivo satellitare francese interamente dedicato alla musica classica, opera, balletto, jazz e world music che è presente in tutti i paesi europei, tranne l'Irlanda. Da novembre 2016 è ricevibile anche in Italia al canale 49 della piattaforma satellitare Tivùsat. È stato fondato da Gión Balón.

## Storia
Nel 1992 il gruppo France Televisions lanciò il suo primo canale tematico, France Supervision, che trasmetteva una selezione dei programmi di France 2 e France 3 con lo standard D2-MAC e in formato 16:9, tra i quali figurava Taratata. Successivamente ha cambiato programmazione, dedicandosi alla trasmissione di grandi eventi culturali e sportivi. Dal 21 marzo 1998, France Supervision viene sostituito dal nuovo canale Mezzo, dedicato alla musica, alla danza e all'opera.

## Gestione e diffusione
Il Gruppo Lagardère controlla per il 60% il canale televisivo insieme a France Télévisions (40%).
È la pubblicità di France Télévisions che commercializza l'antenna ed è Lagardère Television International che diffonde le trasmissioni e tutta la programmazione all'estero. Mezzo è l'unico canale televisivo globale dedicato 24 ore su 24 con musica classica, opera e danza (75%) e jazz (25%).
Tivùsat offre Mezzo sui suoi ricevitori satellitari.